# الصمان

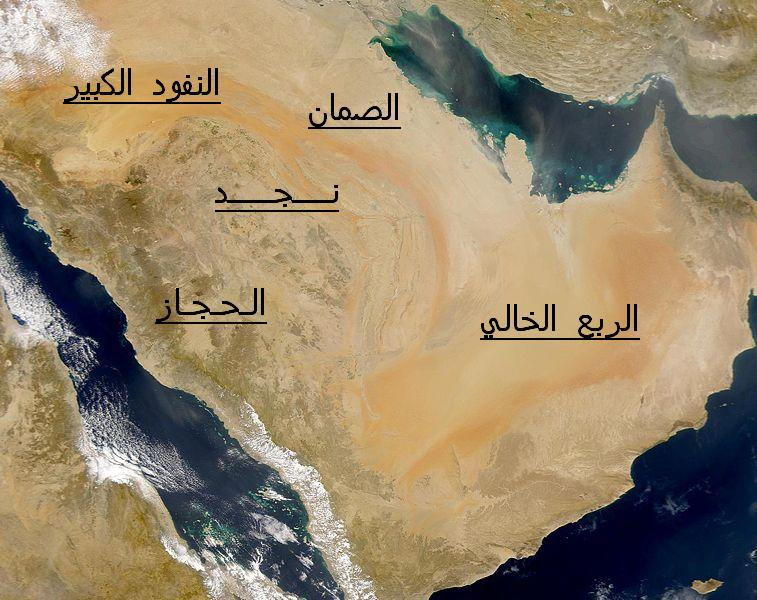
هضبة الصمان في شمال شرق شبه الجزيرة العربية

الصُّـمَّان هي هضبة مستطيلة تقع في شرق شبه الجزيرة العربية وتمتد الهضبة من الربع الخالي جنوباً حتى الحدود العراقية شمالاً وذلك بطول 1000 كيلو متر تقريباً ويتراوح عرضها بين 80 إلى 250 كيلو متر تقريباً، ويبلغ ارتفاع الهضبة ما
بين 25 متر عند حافتها الشرقية و 400 متر عند حافتها الغربية ويحدها من الغرب الدهناء ومن الشرق السهل الساحلي للخليج العربي، ويسمى القسم الجنوبي من الصمان بالصلب والشمالي بالصمان وغالبا ما يقع الخلط بينهما.

## الجغرافيا
تشكل الصمان هضبة مستطيلة واسعة تشغل الجزء الشرقي من شبه الجزيرة العربية وتمتد من الربع الخالي جنوباً حتى الحدود العراقية شمالاً بطول 1000 كيلو متر تقريباً ويتراوح عرضها بين 80 إلى 250 كيلو متر تقريباً.
ويبلغ أرتفاع الهضبة ما بين 25 متر عند حافتها الشرقية و 400 متر عند حافتها الغربية ويحدها من الغرب الدهناء ومن الشرق السهل الساحلي للخليج العربي
كما تكثر في هضبة الصَّمَّان الأراضي المنخفضة وكذلك الخباري والروضات والدحول ، كما يقطع سطح الهضبة عديد من الشعاب والأودية التي من أهمها وادي الباطن والصَّرَار ووادي المياه والسَّهْبَاء.
وتتنوع الطبيعة النباتية في الصمان حيث تنبت أشجار السدر.
قال حمد الجاسر:
"الصمان من أشهر الأمكنة التي ترتادها البادية حين يجود الغيث، فتصبح من أجود المراعي، حيث تتوفر فيه جميع أنواع حشائش الرعي. وهي منطقة واسعة تقع شرق الدهناء"

## التاريخ
الصمان منطقة صحراوية تسكنها قبائل عربية فسكنتها قبائل بكر بن وائل في الجاهلية ثم نازعتهم فيها تميم وفي صدر الإسلام سكنتها من قبائل تميم بنو حنظلة 
وفي عام 1823 استوطنت قبيلة مطير الصمان بعد مناخ الرضيمة ضد دولة بني خالد بالأحساء تم بعدها تأسيس مدن عديدة بعد إعلان قيام الدولة السعودية أهمها قرية العليا.

## في الأدب العربي
قال عمرو بن معديكرب: 
قال العباس بن مرداس: 
قال الفرزدق: 
قال عنترة بن شداد في معلقته:
فَوَقَفْتُ فِيهَا نَاقَتِي وَكَأنَّـهَا
فَدَنٌ لأَقْضِي حَاجَـةَ المُتَلَـوِّمِ
وَتَحُلُّ عَبْلَـةُ بِالجَـوَاءِ وَأَهْلُنَـا
بِالْحَـزْنِ فَالصَّمَـانِ فَالمُتَثَلَّـمِ

## وصلات خارجية
- الجمعية الجغرافية السعودية